# Phare de Friedrichsort
Le phare de Friedrichsort (en allemand : Leuchtturm Friedrichsort) est un phare actif situé sur une petite île du côté nord-ouest de la baie de Kiel, dans la ville-arrondissement de Kiel (Schleswig-Holstein), en Allemagne.
Il est géré par la WSV de Lübeck .

## Histoire
La première balise en bois a été érigé en 1807 sur Prinz-Georg-Bastion et seulement mise en service en 1815. De 1853 à 1864, un bateau-phare situé sur un banc de sable a pris la relève. Après sa destruction, un phare a été construit en 1866 et remplacé de nouveau en 1889.

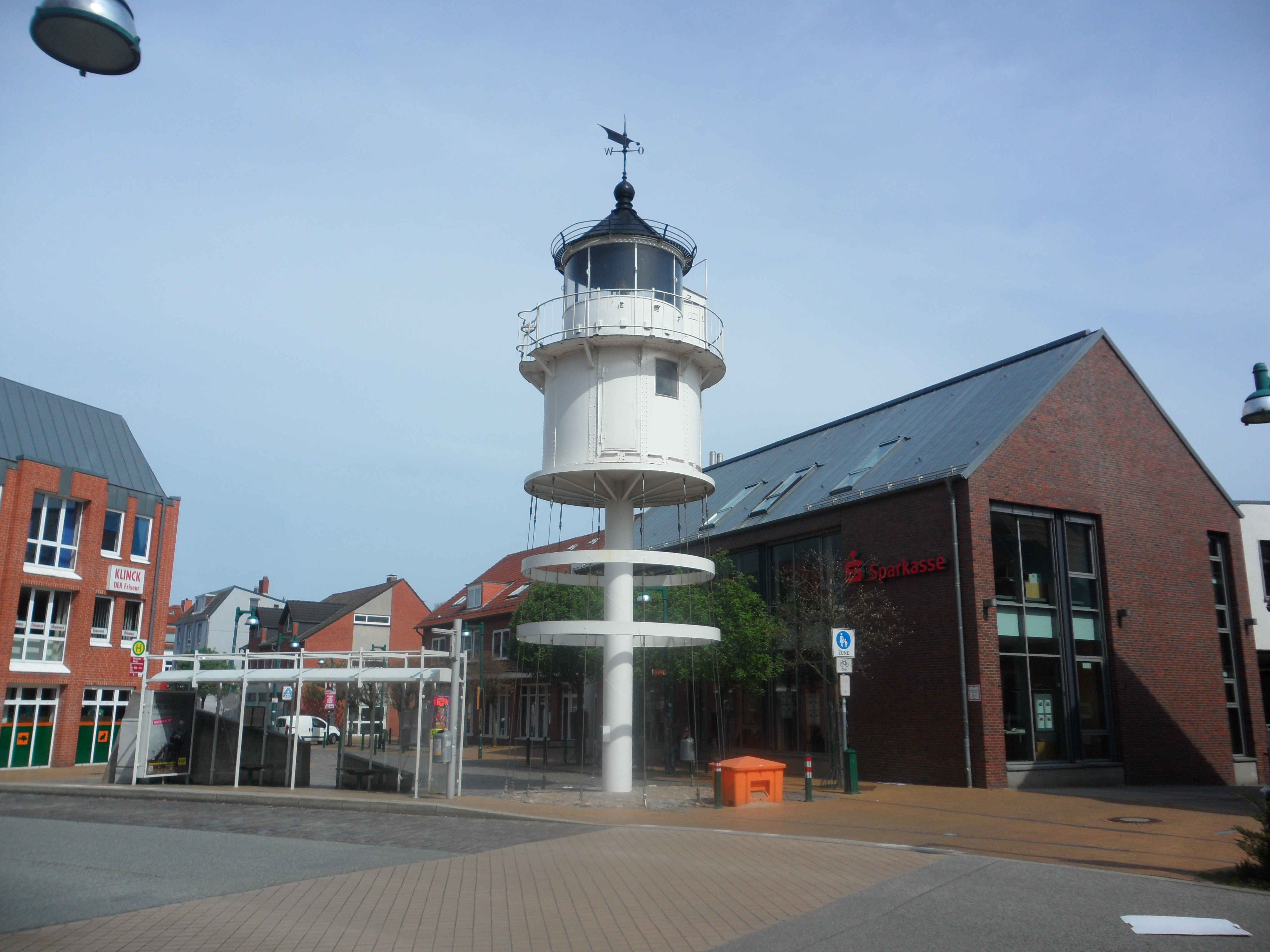
L'ancien phare

L'actuel phare de Friedrichsort , mis en chantier en 1965 et a été mis en service en octobre 1971, se trouve sur le même îlot, à côté de l'ancien. La vieille tour a été transportée au port de plaisance de Kiel.
la tour est dotée d'un système antibrouillard, d'un émetteur radio et d'une surveillance du niveau d'eau.

## Description
Le phare , est une tour cylindrique en béton armé et revêtu en aluminium de 32 m de haut, avec une galerie circulaire avec salle de commande et une lanterne. La tour est peinte en blanc avec cinq bandes vertes (trois sur la lanterne et deux sur le local technique à sa base. Son feu isophase émet, à une hauteur focale de 32 m, un éclat blanc, rouge et vert, selon direction, de 2 secondes par période de 4 secondes. Sa portée est de 7 milles nautiques (environ 13 km) pour le feu blanc, 6 milles nautiques (environ 11 km) pour le rouge et 5 milles nautiques (environ 9 km) pour le feu vert.
Il possède aussi un feu fixe vert à une hauteur focale de 6 m au-dessus du niveau de la mer.
Manquant de visibilité, Il est équipé d'une corne de brume audible jusqu'à 6 milles nautiques (environ 11 km).
Identifiant : ARLHS : FED-125 - Amirauté : C1230 - NGA : 3112 .

## Caractéristiques dufeu maritime
Fréquence : 4 secondes (WRG)
- Lumière : 2 secondes
- Obscurité : 2 secondes

|  |
|  |

|  |
|  |

### Lien connexe
- Liste des phares en Allemagne